# Nghĩa Lộ (thị xã)
Nghĩa Lộ là một thị xã thuộc tỉnh Yên Bái, Việt Nam.

## Địa lý

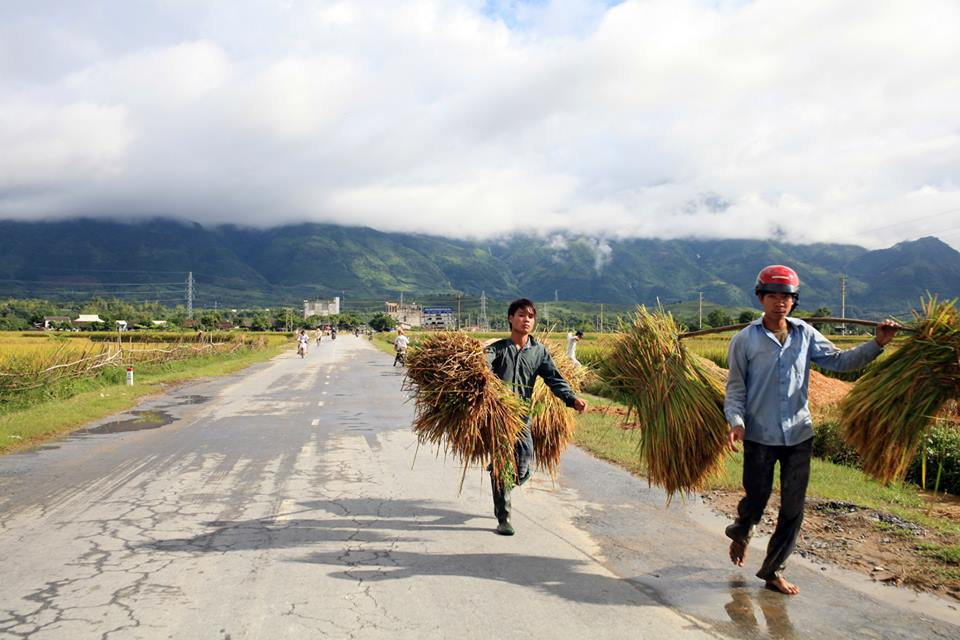
Cánh đồng Nghĩa Lộ vào vụ

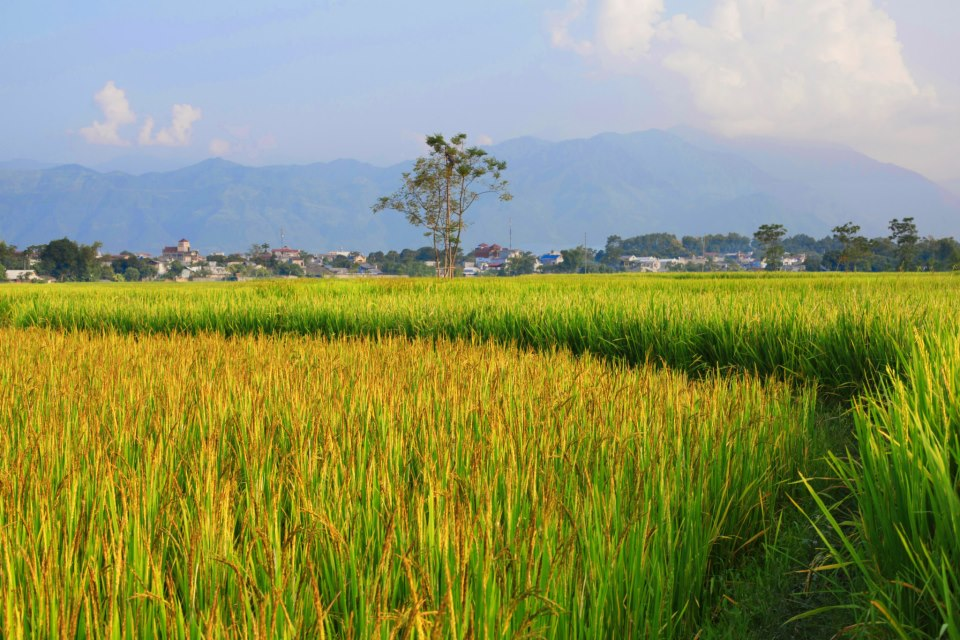
Cánh đồng lúa chín ở Mường Lò

### Vị trí địa lý
Thị xã Nghĩa Lộ nằm ở phía Tây Nam tỉnh Yên Bái, cách thành phố Yên Bái 84 km theo quốc lộ 37 và cách thủ đô Hà Nội 190 km theo quốc lộ 32. Thị xã bao trùm toàn bộ cánh đồng lớn thứ hai của miền núi Tây Bắc Bộ: cánh đồng Mường Lò; có vị trí địa lý:
- Phía đông và phía bắc giáp huyện Văn Chấn
- Phía tây và phía nam giáp huyện Trạm Tấu.

Thị xã Nghĩa Lộ có diện tích 107,78 km², dân số năm 2019 là 68.206 người, mật độ dân số đạt 633 người/km².

### Diện tích và dân số
Có 12 dân tộc anh em cùng sinh sống trên mảnh đất này, nhiều nhất là người Thái và người Kinh (44%), còn lại là các dân tộc Tày, Mường, Nùng...

### Điều kiện tự nhiên
Đây là vùng khí hậu ôn hoà, địa hình tương đối bằng phẳng, tài nguyên nước có trữ lượng lớn.
Nghĩa Lộ nằm trong vùng đất cổ thuộc cấu tạo địa chất Indonixit với hệ thống kiến tạo địa máng mang đậm nét của vùng Tây Bắc Việt Nam. Nằm ở trung tâm vùng lòng chảo Mường Lò rộng lớn, thị xã có địa hình tương đối bằng phẳng, theo hướng nghiêng từ Tây sang  Đông, từ Nam lên Bắc, độ cao trung bình 250m so với mặt biển, xung quanh là những dãy núi cao bao bọc.
Vị trí địa lý và địa hình đó đã tạo ra cho Nghĩa Lộ các yếu tố khí hậu mang đặc trưng của tiểu vùng khí hậu Tây Bắc, trong năm có 4 mùa rõ rệt. Nhiệt độ trung bình của cả năm là 22,5 °C, trong đó tháng trung bình cao nhất là 27,4 °C, trung bình tháng thấp nhất là 16,4 °C. Là địa phương có số giờ nắng cả năm hơn 1700 giờ, cao hơn các nơi khác trong tỉnh. Lượng bức xạ nhiệt luôn dương tạo ra các sinh khối lớn thuận tiện cho sự phát triển của cây lúa và các loại cây hoa quả có hạt như nhãn, vải....
Với lượng mưa trung bình một năm từ 1400mm-1600mm, là nơi có lượng mưa thấp so với một số địa phương trong tỉnh. Mưa lớn tập trung vào các tháng 5, 8; mưa nhỏ, lượng mưa không đáng kể tập trung vào tháng 11, 12.
Là khu vực nằm sâu trong nội địa, độ ẩm Nghĩa Lộ thường thấp hơn so với một số nơi trong tỉnh. Độ ẩm tương đối 84% rất thích hợp phát triển cây lương thực, cây công nghiệp, cây ăn quả.
Nguồn tài nguyên đất của thị xã Nghĩa Lộ mang đặc trung địa hình bồn địa, được kiến tạo bồi đắp bằng vật liệu rửa trôi. Với tầng mùn tương đối, tầng dày phong hóa lớn, độ dốc nhỏ đã tạo nên một vùng trọng điểm cây lương thực mà chủ yếu là cây lúa của tỉnh. Trong tổng diện tích đất tự nhiên, diện tích nhóm đất nông nghiệp chiếm 2.069,9ha, trong đó, đất sản xuất nông nghiệp 1.297,4ha, đất lâm nghiệp chiếm 725,05ha; nhóm đất phi nông nghiệp 587,33 ha, đất chưa sử dụng 333,51ha.
Khoáng sản của thị xã Nghĩa Lộ nhìn chung nghèo nàn. Hiện tại, chưa tìm thấy ở địa phương một điểm mỏ nào ngoài nhóm vật liệt xây dựng như đất pha sét để sản xuất gạch và cát, đá, sỏi được khai thác ở ven ngòi, ven suối.
Trên một diện tích hẹp, song chế độ thủy văn ở đây khá phong phú. Bao quanh là Ngòi Thia, Ngòi Nung, Suối Đôi. Ngòi Thia là một phụ lưu cấp I lớn nhất của sông Hồng, bắt nguồn từ vùng núi Trạm Tấu với chiều dài 165 km, đoạn chảy qua thị xã khoảng 5 km. Độ cao bình quân của lưu vực Ngòi Thia tới 907 m, độ chênh lệch lưu lượng giữa mùa lũ và mùa cạn lên tới 480 lần. Đây là yếu tố gây bất lợi cho khai thác tiềm năng nước mặt của Ngòi Thia ở những nơi có nó đi qua. Trong mùa mưa lũ thường gây thiệt hại cho sản xuất, đời sống của nhân dân ven ngòi. Tuy nhiên, cùng với tài nguyên nước ngầm, hệ thống ngòi suối là nơi cung cấp nước chủ yếu cho sản xuất và sinh hoạt.
Các yếu tố về địa hình, khí hậu, tài nguyên đất, thủy văn... đã tạo điều kiện thuận lợi cho thị xã phát triển kinh tế - xã hội. Tuy nhiên những mặt trái của nó cũng có những ảnh hưởng bất lợi đến sản xuất và đời sống sinh hoạt.

## Hành chính
Thị xã Nghĩa Lộ có 14 đơn vị hành chính cấp xã trực thuộc, bao gồm 4 phường: Cầu Thia, Pú Trạng, Tân An, Trung Tâm và 10 xã: Hạnh Sơn, Nghĩa An, Nghĩa Lộ, Nghĩa Lợi, Nghĩa Phúc, Phúc Sơn, Phù Nham, Sơn A, Thanh Lương, Thạch Lương.

## Lịch sử
Trong suốt chiều dài lịch sử, thị xã Nghĩa Lộ ngày nay đã trải qua nhiều lần thay đổi địa giới hành chính.
Thời Hùng Vương dựng nước, mảnh đất này là một trong những địa bàn cư trú quan trọng của cư dân Lạc Việt, vùng đất nằm trong lãnh thổ của Nhà nước Văn Lang.
Thời Tam Quốc, Nhà Ngô thống trị nước ta, Nghĩa Lộ thuộc địa phận quận Tân Hưng, sang đời nhà Tấn đổi thành quận Tân Xương.
Khi nhà Tùy xâm chiếm nước ta, đời Khai Hoàng, Nghĩa Lộ thuộc huyện An Nhân, quận Giao chỉ.
Thời nhà Lý (1009), Nghĩa Lộ thuộc trại Quy Hóa. Đến thời nhà Trần thuộc châu Quy Hóa, trấn Thiên Hưng. Đầu thế kỷ XIX – thời nhà Nguyễn – Nghĩa Lộ là tên gọi của một sách (sách Nghĩa Lộ) thuộc châu Văn Chấn, phủ Quy Hóa, tỉnh Hưng Hóa.
Thời thuộc Pháp (1886) mảnh đất này thuộc hạt Nghĩa Lộ, trực thuộc Đạo quan binh thứ tư miền thượng du Bắc Kỳ.
Ngày 11 tháng 4 năm 1900, Toàn quyền Đông Dương ra Nghị định thành lập tỉnh Yên Bái. Nghĩa Lộ là một xã thuộc tổng Phù Nham, huyện Văn Chấn. Đến năm 1907, tổng Nghĩa Lộ được lập trên cơ sở xã Nghĩa Lộ và một số xã lân cận thuộc tổng Hạnh Sơn – Phù Nham.
Trước Cách mạng tháng Tám có phố Nghĩa Lộ trong xã Nghĩa Lộ thuộc huyện Văn Chấn. sau năm 1952, phố Nghĩa Lộ đổi thành thị trấn Nghĩa Lộ trực thuộc châu Văn Chấn 
Ngày 13 tháng 5 năm 1955, Chủ tịch nước Việt Nam dân chủ cộng hòa đã ký Sắc lệnh 231/SL, chuyển các huyện Văn Chấn, Than Uyên, Phong Thổ thuộc khu tự trị Thái - Mèo (tháng 10 – 1962 khu tự trị Thái - Mèo đổi tên thành Khu tự trị Tây Bắc).
Ngày 27 tháng 10 năm 1962, tại kỳ hợp thứ 5, Quốc hội khóa II đã ra Nghị Quyết thành lập tỉnh Nghĩa Lộ, lập lại các tỉnh Sơn La, Lai Châu. Thị trấn Nghĩa Lộ lúc đó trực thuộc huyện Văn Chấn tỉnh Nghĩa Lộ. Năm 1963, thị trấn Nghĩa Lộ trực thuộc tỉnh Nghĩa Lộ.
Thị xã Nghĩa Lộ được thành lập vào ngày 8 tháng 10 năm 1971 theo Quyết định số 190-CP của Hội đồng Chính phủ trên cơ sở thị trấn Nghĩa Lộ và một số bản của 3 xã Nghĩa An, Nghĩa Lợi, Nghĩa Phúc của huyện Văn Chấn. Thị xã Nghĩa Lộ khi ấy là tỉnh lỵ tỉnh Nghĩa Lộ. Trước đó ngày 8 tháng 3 năm 1967, thị trấn nông trường Nghĩa Lộ được thành lập ở huyện Văn Chấn.
Ngày 27 tháng 12 năm 1975, tại kỳ họp thứ 2, Quốc hội khóa V ra quyết định hợp nhất ba tỉnh Yên Bái, Nghĩa Lộ, Lào Cai (trừ huyện Bắc Yên và Phù Yên) thành một tỉnh mới lấy tên là tỉnh Hoàng Liên Sơn. Thị xã Nghĩa Lộ lúc này là thị xã trực thuộc tỉnh Hoàng Liên Sơn.
Ngày 4 tháng 3 năm 1978, Hội đồng Chính phủ ra Quyết định 56/CP sáp nhập thị xã Nghĩa Lộ với huyện Văn Chấn thành một đơn vị hành chính lấy tên là huyện Văn Chấn. Thị xã Nghĩa Lộ chuyển thành thị trấn Nghĩa Lộ, thuộc huyện Văn Chấn, tỉnh Hoàng Liên Sơn. Các tiểu khu IV, V, VI sáp nhập vào các xã Nghĩa An, Nghĩa Lợi, Nghĩa Phúc thuộc huyện Văn Chấn.
Ngày 12 tháng 8 năm 1991, tại kỳ họp thứ 9 Quốc hội khóa VII đã quyết định chia tỉnh Hoàng Liên Sơn thành 2 tỉnh là Yên Bái và Lào Cai. Nghĩa Lộ thời kỳ này trực thuộc huyện Văn Chấn, tỉnh Yên Bái.
Ngày 15 tháng 5 năm 1995, Chính phủ ban hành Nghị định 31-CP về việc thành lập thị xã Nghĩa Lộ thuộc tỉnh Yên Bái với diện tích tự nhiên là 878,5 ha và 15.925 người, bao gồm 4 đơn vị hành chính trực thuộc là các phường: Pú Trạng, Tân An, Trung Tâm và Cầu Thia.
Ngày 24 tháng 12 năm 2003, Chính phủ ban hành Nghị định số 167/2003/NĐ-CP về việc điều chỉnh địa giới hành chính mở rộng thị xã Nghĩa Lộ trên cơ sở chuyển 3 xã: Nghĩa An, Nghĩa Lợi, Nghĩa Phúc thuộc huyện Văn Chấn về thị xã Nghĩa Lộ quản lý.
Sau khi điều chỉnh mở rộng địa giới hành chính, thị xã Nghĩa Lộ có 2.970 ha diện tích tự nhiên và 40.310 người với 7 đơn vị hành chính trực thuộc, gồm 4 phường và 3 xã.
Đến cuối năm 2019, thị xã Nghĩa Lộ có diện tích 30,31 km², dân số là 31.188 người, mật độ dân số đạt 1.029 người/km², gồm 4 phường: Trung Tâm, Tân An, Cầu Thia, Pú Trạng và 3 xã: Nghĩa An, Nghĩa Phúc, Nghĩa Lợi.
Ngày 10 tháng 1 năm 2020, Ủy ban Thường vụ Quốc hội ban hành Nghị quyết số 871/NQ-UBTVQH14 về việc sắp xếp các đơn vị hành chính cấp huyện, cấp xã thuộc tỉnh Yên Bái (nghị quyết có hiệu lực từ ngày 1 tháng 2 năm 2020). Theo đó:
- Chuyển 77,47 km² diện tích tự nhiên và 37.018 người của huyện Văn Chấn (gồm thị trấn nông trường Nghĩa Lộ và 6 xã: Phù Nham, Sơn A, Hạnh Sơn, Phúc Sơn, Thanh Lương, Thạch Lương) về thị xã Nghĩa Lộ quản lý.
- Giải thể thị trấn nông trường Nghĩa Lộ để thành lập xã Nghĩa Lộ.

Sau khi điều chỉnh, thị xã Nghĩa Lộ có diện tích 107,78 km², dân số là 68.206 người với 14 đơn vị hành chính trực thuộc, gồm 4 phường: Cầu Thia, Pú Trạng, Tân An, Trung Tâm và 10 xã: Hạnh Sơn, Nghĩa An, Nghĩa Lộ, Nghĩa Lợi, Nghĩa Phúc, Phúc Sơn, Phù Nham, Sơn A, Thanh Lương, Thạch Lương.

## Văn hóa - du lịch

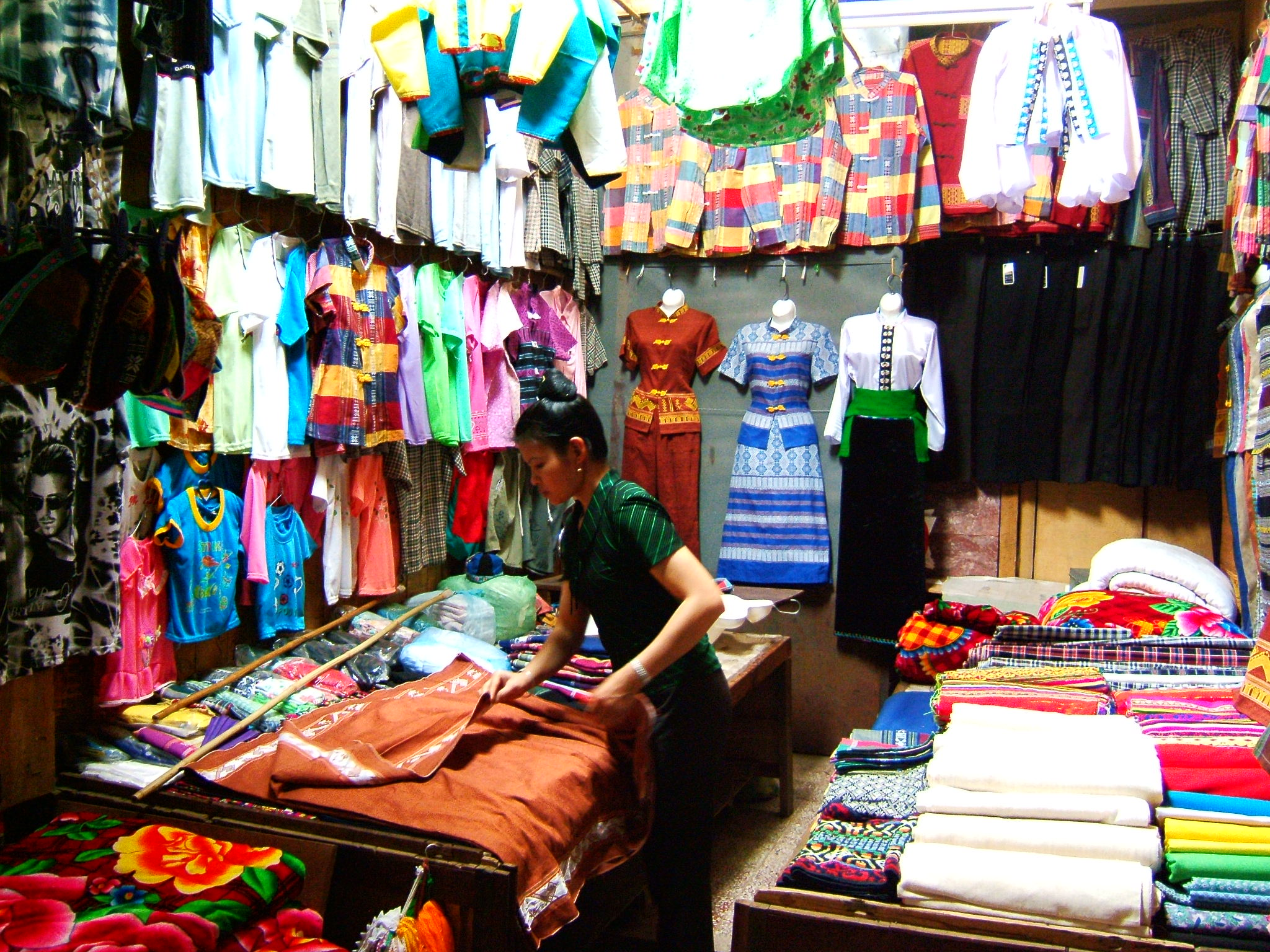
Thổ cẩm bán tại chợ Mường Lò

Thị xã Nghĩa Lộ nổi tiếng với hoa ban, gạo Mường Lò, xôi ngũ sắc, thổ cẩm, Ngòi Thia và đặc biệt là điệu xòe Thái uyển chuyển.
Chợ văn hóa Mường Lò và mạng lưới thương mại dịch vụ đã làm cho Nghĩa Lộ trở thành trung tâm kinh tế xã hội của các địa phương nằm ở phía tây tỉnh Yên Bái.

### Di tích

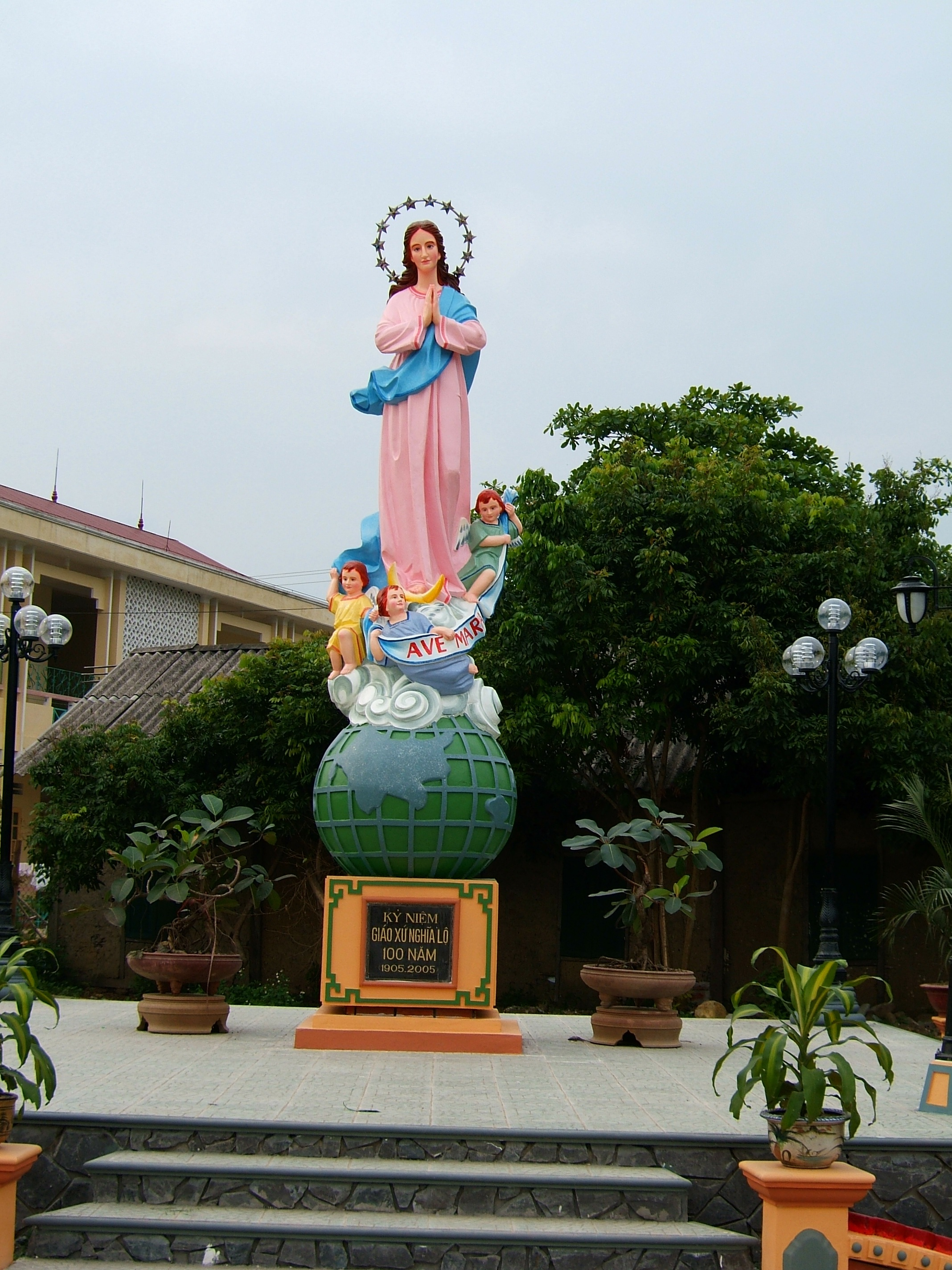
Nhà thờ Nghĩa Lộ

Di tích Căng và đồn Nghĩa Lộ thuộc phường Pú Trạng, thị xã Nghĩa Lộ. Nơi đây lưu giữ tư liệu về thực dân Pháp giam giữ người tù. Trong đó có sự kiện 9 chiến sĩ vượt ngục bị giết, rồi bị chôn chung. Nơi đây là chứng tích của chiến thắng đồn Nghĩa Lộ, bắt sống toàn bộ ban tham mưu và quan lính đồn trú của Pháp vào ngày 18 tháng 10 năm 1952 góp phần giải phóng Tây Bắc. Di tích Căng và đồn Nghĩa Lộ được công nhận là Di tích lịch sử cấp Quốc gia năm 1996.

### Du lịch

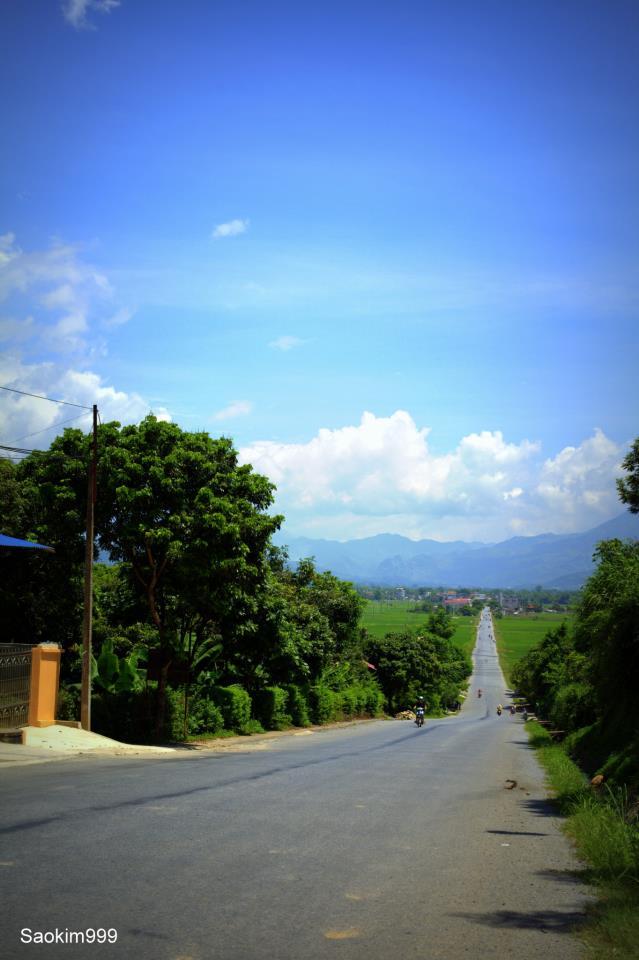
Đường vào lòng chảo Mường Lò, Nghĩa Lộ - Dốc Thái Lão

Về phía bắc của lòng chảo Mương Lò thơ mộng, có một dòng suối lớn. Mùa nước lớn lòng suối rộng tới cả trăm mét. Đó là suối Thia. Tiếng địa phương, Thia nghĩa là nước mắt. Dân địa phương kể rằng, từ ngày xưa đã lâu lắm rồi, có một cô gái yêu một chàng trai miền xuôi, khi chàng trai về xuôi không trở lại, cô gái ngồi khóc một mình, khóc mãi, khóc mãi, nước mắt chảy thành dòng suối còn đến nay. Không biết có phải ngẫu nhiên không, cách cầu Thia chừng 50 m về phía nam, trên đường từ Nghĩa Lộ ra suối Thia còn có ngòi Bùa!
Bài hát hay được các cô gái Mường Lò-Nghĩa Lộ hát nhất là bài "Anh có vào Nghĩa Lộ...", nhạc Trọng Loan phổ thơ Hoàng Hạnh:
Chiều mùa thu, nắng vàng như mật
Khi đã nghe đèo Ách, cửa Nhì
Khi đã nghe tiếng rừng gió hút
Anh có vào Nghĩa Lộ với em không?
Mường Lò cũng nổi tiếng với đội Xòe ở bản Thanh Lương. Đêm hội xòe, bên cạnh những hũ rượu, dưới ánh trăng rực rỡ, các cô gái Thái trong trang phục dân tộc ngay hội, áo chẽn trắng, hàng khuy bạc trên thắt lưng thổ cẩm xanh lục, váy dài thướt tha, vừa cầm tay các chàng trai nhảy xung quanh đống lửa vừa hát mời 
Đêm Mường Lò, trăng lên dần, chiêng trống bập bùng,
Vào đây anh, cầm tay em, múa xòe cùng em, xòe cùng em...
Đừng để em cô đơn một mình...
Còn lời mời rượu thực đằm thắm, khó chối từ
Đừng sợ say, đây đôi tay ngà, chén em dâng đầy
và chia tay trong cảnh bịn rịn
Mai xa rồi, trăng Mường Lò, anh mang về theo...
Mường Lò còn nổi tiếng với suối nước nóng, vào buổi tối, khách du lịch và dân địa phương đến tắm như trẩy hội. Khách du lịch thì vào nhà tắm dịch vụ, còn thanh niên nam nữ địa phương thì tắm tự do ngoài trời.
Mường Lò cũng có chè tuyết, hái từ những cây chè cổ thụ hàng trăm năm tuổi trên núi Suối Giàng với độ cao trên 1000m.